# Televizní věž Ostankino
Televizní věž Ostankino (rusky Останкинская телебашня – Ostankinskaja telebašňa) je betonová televizní věž v severní části Moskvy, a zároveň nejvyšší stavba v Evropě. S původní výškou 537 metrů byla od svého dokončení v roce 1967 do roku 1975 nejvyšší samostatně stojící stavbou světa. Po Tokyo Sky Tree, Canton Tower a CN Tower je také 4. nejvyšší televizní věží světa.

## Historie

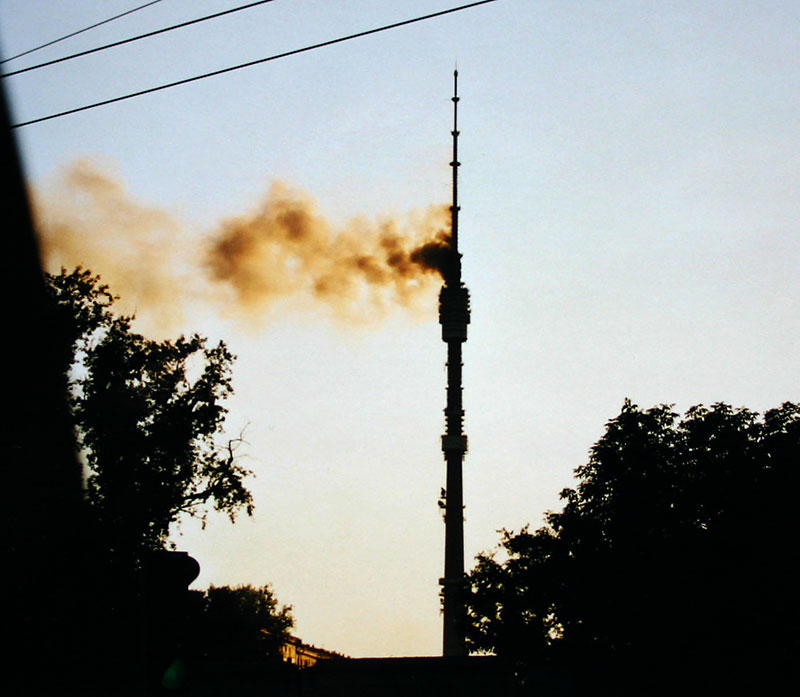
Požár věže 27. srpna 2000

Výstavba 540 m vysoké věže začala roku 1963 a byla dokončena o pět let později; oficiálně měla však být zprovozněna k 50. výročí Říjnové revoluce již roku 1967. Po svém otevření se stala nejvyšší stavbou světa, tento titul si udržela téměř celé desetiletí, až do otevření CN Tower v Torontu (od této doby je stále i dnes čtvrtá a stále nejvyšší v Evropě).
Dne 3. října 1993 v době konfliktu prezidenta Borise Jelcina s parlamentem zaútočili na věž stoupenci ruského viceprezidenta Alexandra Ruckého. Několik tisíc lidí proniklo do televizní budovy a vyřadilo z provozu první program ruské televize, přičemž jich desítky přišly o život. Cestu do budovy si totiž útočníci prorazili nákladními auty, stříleli přitom z ručních zbraní a házeli granáty. Útok na televizní studio v Ostankinu vedl generál Albert Makašov.
Vysílaly odsud všechny moskevské televizní stanice do vzdálenosti 120 km, a to až do 27. srpna 2000, kdy věž zachvátil rozsáhlý požár. Došlo k němu 98 m nad vyhlídkovou plošinou. Návštěvníci věže spolu s personálem museli být evakuováni, při počátečním výbuchu zahynuli tři lidé. Podle vládních zdrojů celá evakuace trvala 90 minut. Po této události mělo 18 milionů obyvatel metropole a jejího okolí problémy s příjmem televizního signálu.